# بخش ریجویل (شهرستان هنری، اوهایو)
بخش ریجویل (به انگلیسی: Ridgeville Township) یک منطقهٔ مسکونی در ایالات متحده آمریکا است که در شهرستان هنری، اوهایو واقع شده‌است.
 بخش ریجویل ۶۱٫۰ کیلومتر مربع مساحت و ۱٬۰۹۱ نفر جمعیت دارد و ۲۲۴ متر بالاتر از سطح دریا واقع شده‌است.